# Hochstein (Grazer Bergland)
Der Hochstein ist ein 925 m ü. A. hoher Berg im westlichen Teil des Grazer Berglandes im österreichischen Bundesland Steiermark. Er liegt im Norden der Marktgemeinde Gratwein-Straßengel und kann auf einem unmarkierten Wanderweg überquert werden.

## Lage und Umgebung
Der Hochstein liegt zwischen dem Mühlbachgraben und dem Hörgasgraben. Im Norden führt ein Kamm mit Forstweg zur Mühlbacherhütte beim Mühlbacher Kogel (1050 m), südlich des Hochsteins schließt der Treffenkogel (745 m) an. Der Gipfelbereich ist sporadisch mit Buchen bewachsen, auf der Westseite des Hochsteins befinden sich einige Felsabbrüche.

## Aufstieg
Vom Stift Rein aus führt der Wanderweg 34 in Richtung Hochstein, jedoch westlich unterhalb des Gipfels vorbei in Richtung Mühlbacherhütte. Um auf den Gipfel zu gelangen, muss man abzweigen und auf einem unmarkierten Weg weitergehen. Am höchsten Punkt befindet sich ein sehr kleines Gipfelkreuz (20 cm) aus Moniereisen.